# Silvano Moffa
Silvano Moffa (Roma, 21 aprile 1951) è un politico e giornalista italiano.
È stato presidente della Provincia di Roma dal 29 novembre 1998 al 25 maggio 2003, sottosegretario di Stato al Ministero delle infrastrutture e dei trasporti dal 30 dicembre 2004 al 17 maggio 2006, e infine deputato alla Camera dal 28 aprile 2006 al 14 marzo 2013, ricoprendo vari incarichi parlamentari, tra cui quello di capogruppo di Popolo e Territorio e presidente dell'11ª Commissione Lavoro pubblico e privato a Montecitorio.
Dal 15 maggio 2023 è sindaco del Comune di Segni.

## Biografia
Nato il 21 aprile 1951 a Roma, Moffa inizia da giovanissimo l'impegno politico a Colleferro, dove nel 1970 entra nella direzione locale del Movimento Sociale Italiano (MSI), dove nel 1971 viene eletto segretario cittadino del MSI di Colleferro, mentre nel 1972 diventa membro del Comitato centrale del partito, che assume la denominazione "Movimento Sociale Italiano-Destra Nazionale" (MSI-DN).
Nel 1973 viene eletto consigliere comunale a Colleferro e capogruppo dell'MSI nel medesimo consiglio.
Nel 1975 diventa giornalista del Secolo d'Italia, in cui ottiene nel 1977 l'incarico di caporedattore, divenendo membro della direzione nazionale del MSI, facente capo alla corrente di Pino Rauti, di cui diventa uno dei più stretti collaboratori e svolgendo un ruolo di primo piano in essa.
Nel 1989, Silvano Moffa lascia il giornalismo per dedicarsi maggiormente alla politica, in particolare sul piano locale.

### Sindaco di Colleferro
Alle elezioni comunali nel Lazio del 1993 si candida a sindaco di Colleferro con la lista civica "Aria nuova", composta in larga parte da esponenti dell'MSI, ottenendo il 22,5% dei voti e accedendo al ballottaggio con la candidata del PDS-AD Rossella Menichelli (35,97%), vincendo il ballottaggio con il 51,09% dei voti contro la Menichelli, ferma al 48,91%, imponendosi in una città storicamente operaia e di sinistra. Successivamente Moffa entra a far parte dell'esecutivo nazionale dell'Associazione Nazionale Comuni Italiani (ANCI), eletto dalla sua assemblea, di cui ne diventa vicepresidente.
Nel 1995 aderisce alla svolta di Fiuggi di Gianfranco Fini, che da MSI diventa Alleanza Nazionale (AN), di cui divenne suo segretario dell'ufficio politico di AN.
Alle comunali laziali del 1997 viene riconfermato primo cittadino di Colleferro, con il 66,49% dei voti espressi contro il 28,59% del candidato de L'Ulivo-Rifondazione Comunista Carlo De Marco, restando in carica fino al 2001.

### Consigliere e Presidente della Provincia di Roma
Nel 1995 si candida alla presidenza della Provincia di Roma, ottenendo il 48,9% del consenso e distaccando di circa 10 punti il candidato del centro-sinistra Giorgio Fregosi, fermo al 37,1%. Al ballottaggio tuttavia Moffa viene battuto da Fregosi che, con il 51,1%, viene eletto presidente, dopo l’annullamento di oltre 200 mila voti, in quanto gli elettori avevano contrassegnato sulla scheda il suo nome e non quello del simbolo di appartenenza.
Alle elezioni amministrative del 1998 si candida a presidente della Provincia di Roma, sostenuto da una coalizione di centro-destra formata da: AN, Forza Italia, Centro Cristiano Democratico, Partito Socialista e la lista "Pensionati Uomini Vivi", vincendo al ballottaggio contro la candidata del centro-sinistra, l'europarlamentare Pasqualina Napoletano, con il 51,1% dei voti, diventando il primo presidente di destra della Provincia di Roma. Durante l’esperienza alla Provincia, ricopre la carica di vicepresidente dell'Unione delle province d'Italia (UPI).
Alle amministrative del 2003 Moffa punta alla rielezione, appoggiato da AN, Forza Italia, l'UdC, Nuovo PSI, Partito Repubblicano Italiano, Verdi Federalisti e una serie di liste civiche, ma viene sconfitto da Enrico Gasbarra. Viene comunque eletto consigliere provinciale per Alleanza Nazionale.

### Rielezione a Colleferro e Sottosegretario al MIT
Alle elezioni comunali laziali del 2004 si candida per la terza volta a sindaco di Colleferro, sostenuto da AN, Forza Italia, Unione di Centro, Nuovo PSI e le liste "Partito del Cuore" e "Aria Nuova", vincendo al primo turno, sebbene di stretta misura col 50,6% dei voti.
Viene chiamato dal Ministro della Funzione Pubblica a far parte del Cda del Formez.
Il 30 dicembre 2004 viene nominato dal Consiglio dei Ministri sottosegretario di Stato al Ministero delle Infrastrutture e dei Trasporti nel secondo governo Berlusconi, incarico mantenuto anche nel terzo esecutivo di Silvio Berlusconi fino alla sua fine il 17 maggio 2006.

### Elezione a deputato
Alle elezioni politiche del 2006 viene candidato alla Camera dei deputati tra le liste di Alleanza Nazionale, ed eletto deputato nella circoscrizione Lazio 1. Nel corso della XV legislatura della Repubblica è stato componente e capogruppo della 9ª Commissione Trasporti, poste e telecomunicazioni.
Nell'estate del 2007 viene nominato Commissario provinciale di AN a Latina.
Viene rieletto alle elezioni politiche del 2008 alla Camera dei deputati con il Popolo della Libertà in quota Alleanza Nazionale nel circoscrizione Lazio 1 per la XVI Legislatura; nel maggio 2009 viene eletto Presidente dell'11ª Commissione Lavoro pubblico e privato della Camera dei deputati.

#### Abbandono del Pdl e Futuro e Libertà

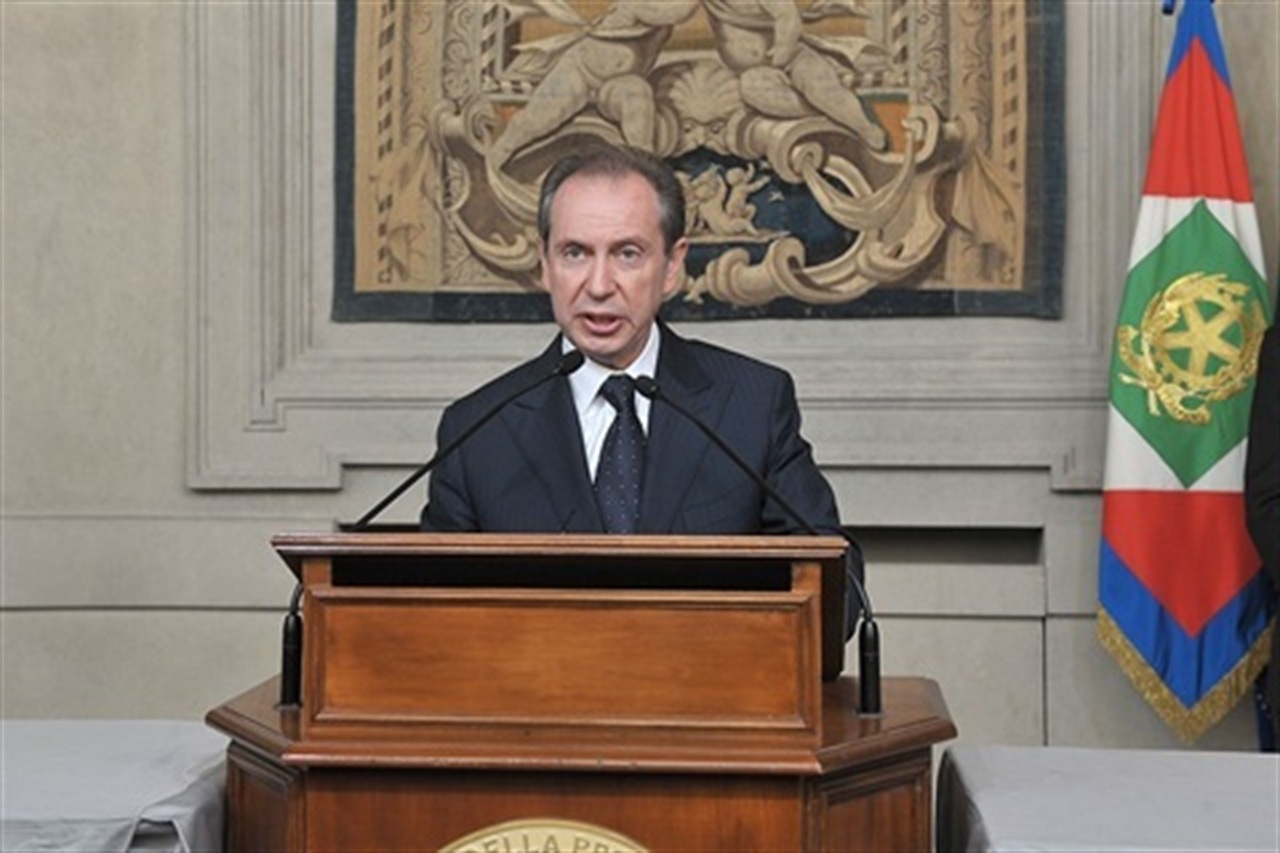
Moffa durante le consultazioni al Quirinale per la formazione del Governo Monti

Dopo la scissione di Gianfranco Fini dal Popolo della Libertà, a seguito dei contrasti tra quest'ultimo e Berlusconi, e la creazione del nuovo gruppo parlamentare Futuro e Libertà, il 30 luglio 2010 aderisce al neo-gruppo Finiano a Montecitorio, di cui il 23 settembre ne diventa il portavoce dei gruppi parlamentari alla Camera e al Senato.
Il 14 dicembre 2010 Moffa, seppure firmatario della mozione di sfiducia presentata da Futuro e Libertà e altri partiti, oltre a un documento all'interno del suo gruppo in cui si sanciva un voto favorevole alla sfiducia in caso di dimissioni del premier Berlusconi, a seguito del voto al Senato rende noto di non aver mai condiviso la linea della sfiducia, ma di voler votare ugualmente la sfiducia purché sia accolta la sua richiesta di dimissioni del capogruppo di FLI Italo Bocchino, richiesta che viene respinta. A quel punto Moffa decide di non presentarsi in aula per la votazione, e nei giorni seguenti rimette il proprio mandato da portavoce e membro di Futuro e Libertà per l'Italia, iscrivendosi al gruppo misto assieme a Catia Polidori e Maria Grazia Siliquini. Alla fine, la mozione viene respinta e inaspettatamente il governo Berlusconi ottiene per pochissimo la fiducia, poiché si schierano a favore del governo alcuni parlamentari eletti nelle file dell'opposizione.

#### Capogruppo di Popolo e Territorio

Il logo di Azione Popolare

A gennaio 2011 Moffa annuncia la nascita di "Azione Popolare", e nei giorni successivi si decide di raggruppare tutti quei deputati che, fuoriusciti dai rispettivi partiti di elezione, decidono di sostenere il governo. Nasce quindi il gruppo parlamentare alla Camera denominato "Iniziativa Responsabile", poi ribattezzato in Popolo e Territorio: oltre ad Azione Popolare, ricomprende Noi Sud, I Popolari di Italia Domani di Francesco Saverio Romano, il Movimento di Responsabilità Nazionale e l'Alleanza di Centro di Francesco Pionati. Il 1º luglio 2011 subentra a Luciano Mario Sardelli come nuovo capogruppo di Popolo e Territorio.
A maggio 2011, in quel di Ferrara, Azione Popolare assieme ai PID di Saverio Romano, il Movimento Cristiano dei Lavoratori e il Pace-Patto cristiano, si uniscono nel Cantiere Popolare, un nuovo dinamico partito il cui debutto elettorale è previsto in occasione delle elezioni amministrative del 2012.

### Fuori dal Parlamento
Dopo la sfiducia di Mario Cacciotti a sindaco di Colleferro, da parte dei suoi stessi consiglieri, Moffa si candida nuovamente a sindaco della cittadina per le elezioni comunali nel Lazio del 2015. La sua candidatura, sostenuta da Forza Italia, Fratelli d'Italia, Azione Popolare e altre 5 liste civiche, ottiene il 31,41% dei voti, andando al ballottaggio con il maggiore sfidante alla carica di sindaco, Pierluigi Sanna del centro-sinistra, che ha ottenuto il 42,71%. Perderà poi al ballottaggio raccogliendo il 30,58% rispetto al 69,42% dello sfidante.
Il 23 e 24 novembre 2018 insieme all'ex sindaco di Roma Gianni Alemanno del Movimento Nazionale per la Sovranità alle Officine Farneto, davanti a diversi esponenti del centro-destra, lancia Cantiere Italia con l'obiettivo di riunire in un unico contenitore «la destra che vuole la sovranità».
Nell'ottobre del 2020 fonda il giornale mensile di approfondimento, IL MONOCOLO.
In vista della nascita del governo Draghi, lancia un appello a Fratelli d'Italia di Giorgia Meloni per cambiare idea e appoggiare l'esecutivo, assieme ad altri 23 ex-esponenti di AN.

### Sindaco di Segni
Alle elezioni comunali nel Lazio del 2023 si candida a sindaco del Comune di Segni, sostenuto dalla lista civica "Nuova Segni – Silvano Moffa Sindaco", venendo eletto con il 57,63% dei voti contro l’esponente del PD Cesare Rinaldi, fermo al 42,17%.

## Procedimenti giudiziari
Nel 2006 viene indagato per abuso d'ufficio e corruzione, per un presunto favoritismo nella costruzione di un capannone a Colleferro nel periodo in cui era sindaco. Il tribunale di Velletri ha emesso nei suoi confronti anche un provvedimento di divieto a recarsi a Colleferro. Moffa fu in seguito assolto dall'accusa nel marzo 2010 perché "il fatto non sussiste".